# Armin Otto Leuschner
Armin Otto Leuschner (16 de janeiro de 1868 — 22 de abril de 1953) foi um astrônomo estadunidense.

## Honrarias
Prêmios
- Medalha James Craig Watson (1916)
- Ordem da Estrela Polar, Suécia (1924)
- Medalha Bruce (1936)[1]
- Medalha Rittenhouse (1937)
- Halley Lecturer, Universidade de Oxford (1938)

Epônimos
- Leuschner (cratera) na lua
- Observatório Leuschner
- Asteroide 1361 Leuschneria